# Mjösjön, Medelpad
Mjösjön är en sjö i Timrå kommun i Medelpad och ingår i Indalsälvens huvudavrinningsområde. Sjön har en area på 0,306 kvadratkilometer och ligger 198,4 meter över havet.

## Delavrinningsområde
Mjösjön ingår i det delavrinningsområde (695231-156573) som SMHI kallar för Inloppet i Bredsjön. Medelhöjden är 240 meter över havet och ytan är 13,5 kvadratkilometer. Räknas de 3 avrinningsområdena uppströms in blir den ackumulerade arean 40,42 kvadratkilometer. Bredsjöån som avvattnar avrinningsområdet har biflödesordning 3, vilket innebär att vattnet flödar genom totalt 3 vattendrag innan det når havet efter 48 kilometer. Avrinningsområdet består mestadels av skog (93 procent). Avrinningsområdet har 0,36 kvadratkilometer vattenytor vilket ger det en sjöprocent på 2,7 procent.